# Kaple svatého Jana Křtitele (Holyně)
Kaple svatého Jana Křtitele v Holyni v Praze stojí v centru obce na návsi. Je chráněna jako nemovitá kulturní památka České republiky.

## Historie
Kaple byla postavena v roce 1861 na náklad M. Novotné.

## Popis
Obdélná kaple je krytá sedlovou taškovou střechou s nízkou zvoničkou nad vchodem. Loď je klenuta valenou klenbou a osvětlena dvěma dvojitými sdruženými okénky. Ve východní třetině kaple je na dvou cihlových stupních umístěn dřevěný oltář. Vpravo od dveří je vsazena kamenná kropenka. Bíle natřený oltář má zlacenou výzdobu používající barokní a gotické motivy. Na oltáři jsou čtyři dřevění andílci a dva dřevěné svícny. Ve zvoničce je zavěšen zvonek. Kolem kapličky je postaven plot.